# 人民议会 (荷属东印度)
人民议会（荷蘭語：Volksraad）是荷属东印度于1918年建立的咨询机构，后成为半立法机构，是荷兰政府采取的道义政策中对荷属东印度展开的缓慢民主化尝试的一部分。该机构部分成员为直选，但当地有投票权的人数有限。人民议会起初有成员39人，后增长至60人。第二次世界大战期间，人民议会于1942年解散。